# Ү
Ү (minuskule ү) je písmeno cyrilice. Vyskytuje se v mongolštině, kazaštině, kyrgyzštině, tatarštině, baškirštině, burjatštině, jakutštině a kalmyčtině. Je podobné znaku У z cyrilice a znaku Y z latinky.
Ve většině jazyků se vyslovuje jako zavřená přední zaokrouhlená samohláska /y/, v mongolštině pak jako zavřená střední zaokrouhlená samohláska /ʉ/.
V Unicode je pro Ү kód U+04AE a pro ү U+04AE.